# シロマジン
シロマジン (Cyromazine) とは、トリアジン骨格を有する昆虫成長制御剤で、殺虫剤および殺ダニ剤として使用される。メラミンのシクロプロピル誘導体であり、幼虫の神経系に作用して、幼虫の脱皮阻害作用や蛹の変態阻害作用を示す。日本ではハモグリバエ類を対象として、1996年に非食用作物 (キク、ガーベラ) で、1999年には食用作物 (ナス、トマト、カボチャ、メロン等) で農薬登録された。
獣医学領域では、畜舎・鶏舎周辺のハエ駆除用殺虫剤として使われる。産卵鶏用のラーバデックスはハエ幼虫発育抑制剤だが、餌に混ぜて鶏に与えることで鶏糞に沸くウジを駆除するというユニークな用法 (フィードスルー) が特徴である。
従来は養鶏家が人手をかけて鶏糞に薬剤を散布していたが、多大な労力がかかるにもかかわらず散布ムラにより防除が不完全になるという問題があった。これに対し、ラーバデックスではいったん鶏に食べさせることで薬剤を糞中に均等に分散させるという戦略をとることにより、防除の確実性が上がるだけでなく、給餌とハエ防除が同時に行えるので養鶏家の労力が軽減されるという合理的なものになっている。
このほか、アクアリウムにおいてはイカリムシやチョウなど外部寄生虫に対する殺虫薬として用いられる（ただし日本では、魚類に対する動物用医薬品としては認可されていない）。

## 規制
米国農務省の食品安全検査局 (FSIS) は、動物組織中のシロマジンおよびメラミンを分析するための試験方法について、「食肉、鶏肉、卵製品の安全性、健全性および正確な表示のための検査プログラム」のガイドブックを発行している。1999年に連邦官報に掲載されたシロマジン残留量の規制案では、米国環境保護庁 (EPA) が「シロマジンおよびメラミンについて、残留は懸念すべきものではないため、残留基準から外す」ことを提案した。